# Ilha de Itanduba
Ilha de Itanduba ou Futurosa é uma ilha brasileira localizada no município de Prainha (PA), pertencente a região do Baixo Amazonas. Ilha coberta de várzeas e totalmente plana. 

## Etimologia
O vocábulo Itanduba provém da junção dos termos ita (pedra) e duba (abundância), que em tupi significa “lugar onde há muita pedra”.